# Genarp

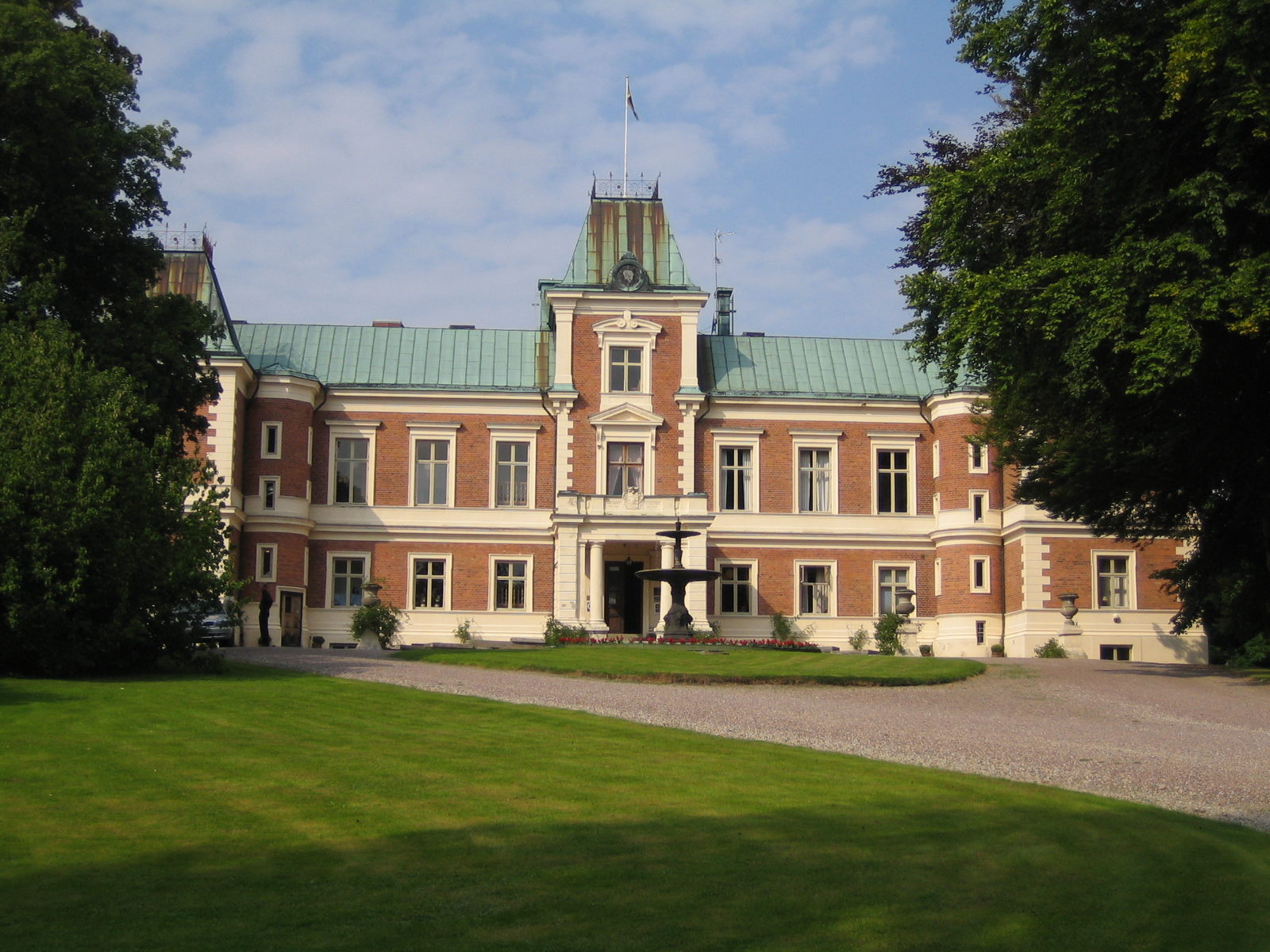
Schloss Häckeberga in Genarp

Genarp ist ein Ort (tätort) in der südschwedischen Provinz Skåne län und der historischen Provinz Schonen.
Der seit der Gebietsreform 1974 südlichste Ort der Gemeinde Lund liegt in unmittelbarer Nähe dreier Schlösser. Das größte, Häckeberga slott, heute Hotel und Restaurant, liegt auf einer Insel inmitten des Häckebergasjön (Häckeberga-See). Berühmtester Gast des Schlosses war Carl von Linné, der sowohl den Schlossgarten als auch das dazugehörende Labyrinth in seiner schonischen Reise vermerkte.
Direkt südlich des Ortes grenzt das Naturreservat Risen an.

## Söhne und Töchter der Stadt
- Lars Norén, schwedischer Lyriker und Dramatiker
- Karl-Erik Welin (1934–1992), Pianist, Organist und Komponist